# Novosavițcaia (stație c.f.), Stînga Nistrului
Novosavițcaia este un sat-stație de cale ferată din cadrul comunei Frunză din Unitățile Administrativ-Teritoriale din Stînga Nistrului, Republica Moldova.
1. ↑   https://web.archive.org/web/20231024224212/https://date.gov.md/ro/system/files/resources/2015-11/coduri%20postale%20RM.xlsx, arhivat din original la 24 octombrie 2023 Lipsește sau este vid: |title= (ajutor)